# Batala
Batala és una ciutat i municipalitat del districte de Gurdaspur a Panjab, Índia. La seva població el 2001 era de 126.646 habitants (el 1901 de 27.365 i el 1881 de 24.281).
Fou fundada el 1465 pel bhati rajput Raja Ram Deo durant el regnat de Bahlul Shah Lodi de Delhi. Ram Deo havia rebut les terres en jagir de mans de Tatar Khan, governador de Lahore. Després Akbar el Gran la va donar en jagir a Shamsher Khan, el seu germà adoptiu, que la va embellir. Al segle XVIII va passar successivament a les confederacions sikhs dels Ramgarhia i dels Kanheya, per retornar als Ramgarhia quan els seus caps van retornar de l'exili, i la van conservar fins al temps de Ranjit Singh. Sher Singh, el fill de Ranjit Singh, hi va construir diversos edificis; és ciutat sagrada dels sikhs. El 1849 va passar als britànics i fou convertida en capital de districte que al cap de pocs anys va passar a Gurdaspur. El 1867 fou creada municipalitat.